# 36 Crazyfists
36 Crazyfists est un groupe de metalcore américain, originaire d'Anchorage, en Alaska. Il se délocalise par la suite à Portland, dans l'Oregon. Le nom du groupe s'inspire du film Jackie Chan and the 36 Crazy Fists avec Jackie Chan. Depuis leur formation, ils ont fait paraître six albums studio, In the Skin, Bitterness the Star, A Snow Capped Romance, Rest Inside the Flames, The Tide And Its Takers et Collisions and Castaways.

## Biographie

### Débuts (1994–1999)
36 Crazyfists voit le jour en 1994 dans la ville d'Anchorage, en Alaska. Le premier line-up se constitue alors de Brock Lindow au chant, du guitariste Ryan Brownell, du bassiste JD Stuart et de Thomas Noonan aux commandes de la batterie. Holt est originaire de Kenai, et Lindow y a passe la majeure partie de son enfance. Lindow, Brownell, Stuart, et Noonan sont tous originaire d'Anchorage.
Le groupe se constitue de quatre membres qui se sont séparés de leurs groupes respectifs : Grin, Hessian, et Broke. JD Stuart jouait avec Grin, Brock Lindow avec Hessian, et Steve Holt et Ryan Brownell avec Broke. Les circonstances durant lesquelles 36CF est créée sont liées au meurtre du batteur de Broke, Duane Monsen. Le 28 janvier 1994, Broke jouait au bar Underground d'Anchorage. Plus durant la nuit, une altercation a lieu entre Monsen et un soldat ivre à Ft. Richardson. D'après un article du Anchorage Daily News, Monsen voulait s'excuser mais la situation tourne au drame lorsque celui est poignardé dans le cou. Il était âgé de 27 ans. Au lendemain de la tragédie, les amis de Monsen organise un concert pour récolter des fonds. Thomas Noonan joue à la batterie durant ce concert et chacun des membres trouvait qu'ils allaient bien ensemble. Ce concert devient alors la toute première performance effectuée par 36CF performance.
36 Crazyfists fait paraître son premier EP, Boss Buckle, en 1995 sur cassette audio. La sonorité ressemble à du groove/heavy metal mélangé à du rapcore. À cette période, la popularité locale du groupe s'accroît rapidement et la cassette se vend très bien. Le 13 mai 1996, 36CF est le premier groupe à passer sur scène lors de la tournée de Primus au Egan Center d'Anchorage. Il s'agit de l'une des premières fois durant lesquelles 36CF joue devant un millier de spectateurs. Il s'agit également de la dernière tournée Punchbowl de Primus pour le batteur Tim Alexander avant sa séparation avec Primus.
36 Crazyfists pensait se relocaliser à Tacoma, à Washington, à la recherche d'un contrat professionnel alors qu'une autre tragédie frappe le groupe. Le 16 juin 1996, JD Stuart décède lors d'un accident de voiture à l'âge de 23 ans,. Il s'agit d'une très grande perte pour le groupe, du fait que le talent pour la musique et l'ambiance dont Stuart faisait preuve attirait principalement l'attention du public. Néanmoins, le groupe persévère. À cette période, Brownell se retire du groupe et ce dernier recrute le bassiste Mick Whitney, également originaire d'Anchorage. 36CF est alors délocalisé dans la zone de métro Seattle-Tacoma. En 1997, le groupe fait paraître son second EP, Suffer Tree, sur cassette audio. plus tard, ils font paraître leur premier CD album, In the Skin. Ils se relocalisent par la suite à Portland (Oregon). En 1999, ils font paraître une démo de quatre pistes.

### Période Roadrunner Records (2000–2007)
Le groupe signe en 2000 chez Roadrunner Records et enregistrent alors son premier album Bitterness the Star, paru ensuite le 4 avril 2002. Ils partent par la suite dans une tournée promotionnelle pour l'album aux côtés de Candiria, God Forbid, Chimaira, Diecast, et Hotwire. Après cette tournée américaine, ils partent en Europe pour débuter l'European Road Rage Tour aux côtés de Killswitch Engage et Five Pointe O. Le groupe émerge de nouveau deux ans plus tard, le 16 mars 2004, avec son second album, A Snow Capped Romance, produit aux côtés de James Paul Wisner (également producteur pour des groupes tels que Dashboard Confessional et As Friends Rust). Ils partent ensuite en tournée promotionnelle avec Killswitch Engage et Poison the Well, entre autres, en décembre, deux mois avant l'enregistrement de leur nouvel album. En 2005, ils jouent en Europe avec Twelve Tribes et From First to Last.
36 Crazyfists entre en studio avec le producteur Sal Villanueva (qui a précédemment travaillé avec Thursday et Taking Back Sunday) en octobre 2005 pour débuter l'enregistrement de leur troisième album, Rest Inside the Flames, par la suite publié en Europe le 12 juin 2006. Définitivement, Roadrunner décide de ne pas commercialiser l'album en Amérique du Nord. Un marché est plus tard conclu avec DRT Entertainment, et l'album y est commercialisé le 7 novembre 2006. L'album est un succès au Royaume-Uni, avec le titre Rest Inside the Flames qui débute 71e aux UK Album Charts, et deuxième aux BBC's Rock Album. Cependant, l'album n'est écoulé qu'à 1 858 d'exemplaires aux États-Unis dès sa première semaine après parution. Le groupe part pour une tournée britannique, aux côtés de Twelve Tribes et Your Rigamortus le 1er avril 2007.

### Période Ferret Records (2008–2010)

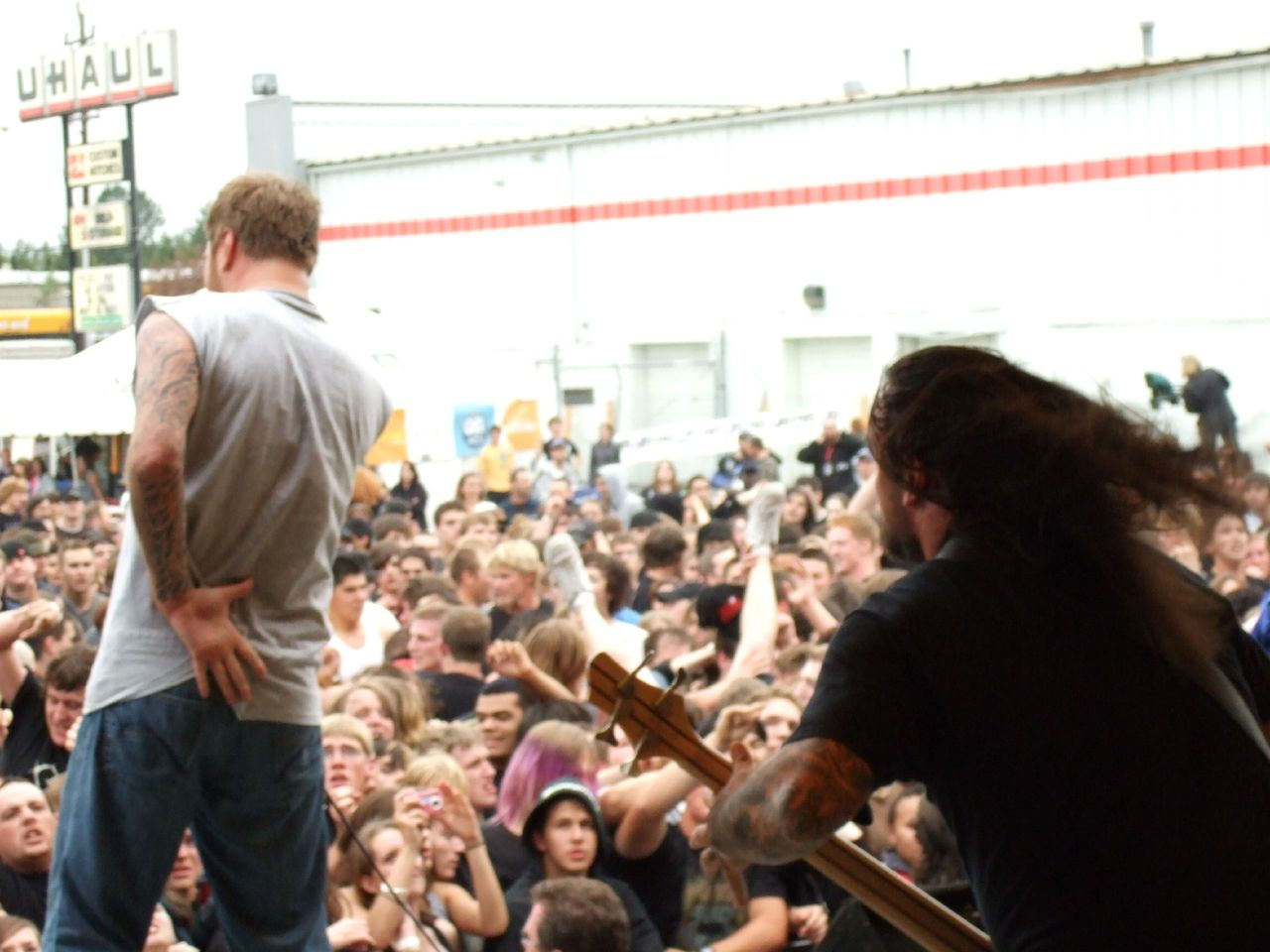
36 Crazyfists sur scène au Summer Meltdown Festival d'Anchorage, en juillet 2007.

En mai 2008, le groupe fait paraître l'album The Tide and Its Takers, au label Ferret Music. Ils continuent leur tournée annuel au Summer Meltdown Festival d'Anchorage, en Alaska, sauf en 2008, durant laquelle ils partent en tournée au Rockstar Mayhem Festival. Peu après le Mayhem, le bassiste Mick Whitney quitte le groupe et se voit remplacer par Brett Makowski. 36 Crazyfists tourne son premier concert le 9 janvier 2009, à Anchorage, Alaska, pour leur premier DVD live intitulé Underneath A Northern Sky ; le DVD est publié en octobre 2009 aux États-Unis.
L'album Collisions and Castaways, est publié aux États-Unis au label Ferret Music le 27 juillet 2010, et un jour plus tôt dans le reste du monde au label Roadrunner Records. L'album présente une brève apparition du chanteur de Twelve Tribes, Adam Jackson (qui a également fait son apparition dans l'album The Tide and its Takers en 2008), de Raithon Clay du groupe Plans To Make Perfect, et de Brandon Davis du groupe Across The Sun. La production est effectuée par Steve Holt, et le mixage par Andy Sneap. Le groupe participe ensuite à une variété de tournées européennes en juin, dont l'UK Download Festival. 36 Crazyfists revient aux États-Unis pour une tournée avec Fear Factory, After the Burial, Divine Heresy, et Baptized in Blood. Au Royaume-Uni, le groupe revient au label Roadrunner Records. Collisions and Castaways] est paru un jour plus tôt le 26 juillet.

### Time and TraumaetLanterns(depuis 2011)
En mai 2011, 36 Crazyfists confirme sa tournée britannique le 1er octobre à Oxford et achève ses neuf dates de tournées à Birmingham le 22 octobre. La tournée est annulée à la suite de problèmes familiaux. 36 Crazyfists confirme cependant l'écriture de son prochain album. En février 2012, le batteur Thomas Noonan annonce son départ du groupe.
Pendant une tournée britannique à la fin de 2013, le groupe joue le morceau-titre de son album, Time and Trauma. À la mi-2014, le groupe complète son album pour une sortie au début de 2015. Une fête est organisée le 24 juillet au Pioneer Bar d'Anchorage. Leur septième album studio, Time and Trauma est publié le 17 février 2015 au label Spinefarm Records. Le label sort aussi le single Also Am I sur sa page SoundCloud.
Le 29 septembre 2017, le groupe publie son huitième album studio, Lanterns, au label Spinefarm Records.

## Membres

### Membres actuels
- Brock Lindow - chant (depuis 1994)
- Steve Holt - guitare (depuis 1994)
- Mick Whitney - guitare basse (1996–2008, depuis 2012)
- Kyle Baltus - batterie (depuis 2012)

### Anciens membres
- JD Stuart - basse (1994-1996 ; décédé)
- Ryan Brownell - guitare (1994–1996)
- Thomas Noonan - batterie (1994–2012)
- Brett « Buzzard » Makowski - guitare basse (2008–2012)

## Discographie

### Albums studio
- 2002 : Bitterness the Star
- 2004 : A Snow Capped Romance
- 2006 : Rest Inside the Flames
- 2008 : The Tide and Its Takers
- 2010 : Collisions and Castaways
- 2015 : Time and Trauma
- 2017 : Lanterns

### EP et démos
- 1995 : Boss Buckle EP
- 1997 : Suffer Tree EP
- 1997 : In The Skin LP

## Vidéographie
- Slit Wrist Theory – Bitterness the Star
- At the End of August – A Snow Capped Romance
- Bloodwork – A Snow Capped Romance
- I'll Go Until My Heart Stops – Rest Inside the Flames
- We Gave It Hell - The Tide and Its Takers
- Reviver - Collisions and Castaways